# Robert Andersson (Wasserballspieler)

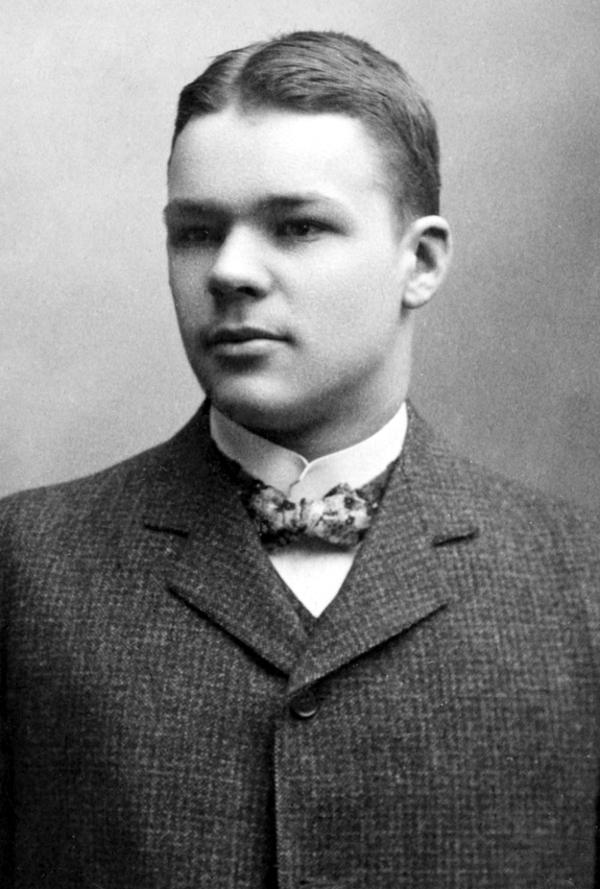
Robert Andersson (um 1910)

Robert „Robban“ Theodor Andersson (* 18. Oktober 1886 in Stockholm; † 2. März 1972 ebenda) war ein schwedischer Schwimmer, Turmspringer und Wasserballspieler. Er gewann bei Olympischen Spielen eine Silbermedaille und zwei Bronzemedaillen im Wasserball.

## Karriere
Robert Andersson vom Stockholms KK erschwamm insgesamt 23 schwedische Meistertitel im Schwimmen. Im Wasserball gewann er mit Stockholms KK 17 schwedische Meisterschaften.
Bei den Olympischen Zwischenspielen 1906 in Athen erreichte Robert Andersson im Schwimmen das Finale über 100 Meter Freistil, belegte dann aber nur den neunten und letzten Platz. Andersson trat 1906 auch als einer von zehn Schweden im Turmspringen an und wurde Siebter und damit hinter Hjalmar Johansson auf dem sechsten Platz zweitbester Schwede.
Zwei Jahre später fanden die Olympischen Spiele 1908 in London statt. Im Schwimmen schied Andersson sowohl über 100 Meter Freistil als auch über 400 Meter Freistil im Vorlauf aus. Im Turmspringen belegten vier Schweden die ersten vier Plätze. Es siegte Hjalmar Johansson vor Karl Malmström und Arvid Spångberg. Andersson wurde Vierter mit fünfzehn Punkten Rückstand auf Johansson und fünfeinhalb Punkten Rückstand auf Spångberg. Im Wasserballturnier wirkte Andersson 1908 im einzigen Spiel der Schweden gegen die Belgier mit und warf als Flügelstürmer ein Tor bei der 4:8-Niederlage. Hinter den Briten und den Belgiern erhielten die Schweden die Bronzemedaille.
1909 stellte Robert Andersson daheim in Stockholm in 3:08,3 Minuten einen Weltrekord über 200 Meter Brust auf, der ein Jahr später vom Belgier Félicien Courbet unterboten wurde.
1912 war Stockholm Gastgeber der Olympischen Spiele 1912. Über 100 Meter Freistil kam Robert Andersson im Viertelfinale nicht weiter. Im Turmspringen erreichten fünf Schweden das Finale der besten acht Springer, Andersson schied bereits im Vorkampf aus. Im Wasserballturnier siegten die Schweden dreimal und verloren nur gegen die Briten. Die Briten erhielten die Goldmedaille vor den Schweden und den Belgiern. Andersson war in allen vier Spielen dabei und warf insgesamt neun Tore.
Im Gegensatz zu den meisten Nationen hatte das neutrale Schweden im Ersten Weltkrieg seinen Wettkampfbetrieb aufrechterhalten können. Bei den Olympischen Spielen 1920 in Antwerpen trat Andersson im Schwimmen und im Wasserball an. Die schwedische 4-mal-200-Meter-Freistilstaffel mit Robert Andersson, Frans Möller, Orvar Trolle und Arne Borg erreichte das Finale und belegte den vierten Platz mit dreizehn Sekunden Rückstand auf die drittplatzierten Briten. Im Wasserballturnier gewannen die Briten vor den Belgiern und den Schweden. Andersson wirkte in zwei von vier Spielen mit und erzielte im Spiel um den dritten Platz gegen die Niederländer zwei Tore.
Roberts Bruder Adolf Andersson schwamm 1908 bei den Olympischen Spielen. Ein weiterer Bruder, Erik Andersson, gehörte 1920 und 1924 zum schwedischen Olympiateam im Wasserball. Die Schwester Selma Andersson war als Wasserspringerin 1912 und 1920 Olympiateilnehmerin.